# 吉氏魚鿕
吉氏魚鿕（學名：Delminichthys ghetaldii）為輻鰭魚綱鯉形目雅羅魚科魚鿕屬的其中一種，被IUCN列為易危保育類動物，分布於歐洲波士尼亞淡水流域，體長可達13公分，棲息在湖泊、水塘底中層水域，因棲息地破壞及汙染受到威脅，生活習性不明。

## 扩展阅读
維基物種上的相關：吉氏魚鿕